# Horné Lefantovce
Horné Lefantovce és un poble i municipi d'Eslovàquia que es troba a la regió de Nitra, al sud-oest del país.

## Història
La primera menció escrita de la vila es remunta al 1113 amb el nom en hongarès d'Elefant. El 1369 s'hi construí una gran abadia als voltants. El 1796 el llibre de geografia nacional el valorà com un poble de primera classe. El 1910, segons el cens, hi vivien 616 persones (la majoria eslovacs, i una significant minoria d'hongaresos). Fins al Tractat del Trianon la vila pertanyia al Regne d'Hongria, i s'anomenava Felsőelefánt, en hongarès; després passà a formar part de Txecoslovàquia, amb el seu nom actual, i finalment el 1993 a Eslovàquia.

## Demografia
| Godina             | 1994 | 2004    | 2014   | 2024   |
| ------------------ | ---- | ------- | ------ | ------ |
| Nombre de persones | 1434 | 948     | 892    | 844    |
| Diferència         |      | −33,89% | −5,90% | −5,38% |

| Godina             | 2023 | 2024   |
| ------------------ | ---- | ------ |
| Nombre de persones | 839  | 844    |
| Diferència         |      | +0,59% |